# Dammit Janet!
Dammit Janet! (titulado Maldita Janet en España y Querida Janet en Hispanoamérica) es el decimoquinto episodio de la segunda temporada de la serie Padre de familia emitido el 13 de junio de 2000 en FOX. El episodio está escrito por Matt Wetzman y Mike Barker y dirigido por Bert Ring.

## Argumento
Preocupada porque Stewie no quiere integrarse con los demás niños, Lois decide llevarle a una guardería para que aprenda a socializarse con los niños de su edad. Con Stewie fuera de casa, Lois se deprime por lo que Brian le sugiere que busque algún trabajo que le sirva de entretenimiento. 
Aunque Peter se muestra contrario ante la idea de que su mujer trabaje, acaba cambiando de opinión cuando Quagmire le comenta que puede enchufarla en su compañía aérea con la ventaja de que los esposos de las azafatas vuelan gratis. Una vez empieza su jornada laboral, empieza a soportar las "manos largas" de los pasajeros, mientras tanto, Peter viaja por todo el mundo. Al acabar la jornada, Lois le dice que piensa dejar el trabajo hasta que Peter la convence de que siga adelante.
Al día siguiente, en pleno vuelo una compañera le pide ayuda a Lois con un pasajero problemático que casualmente resulta ser su marido, el cual se queda a cuadros cuando su mujer le pilla enfadada por aprovecharse de su trabajo, tras llevárselo al lavabo, esta empieza a abroncarle, mientras tanto unos secuestradores toman el aparato y lo desvían a Cuba, en cuanto a Peter y Lois, son incapaces de salir del lavabo. Finalmente se arregla el incidente del secuestro y todos los pasajeros vuelven a Estados Unidos menos Peter y Lois, los cuales, al ser incapaces de conseguir los pasaportes para regresar, emprenden su viaje de retorno en una balsa con varios refugiados.
Ajeno a sus padres, Stewie se enamora de Janet, una niña que finalmente le parte el corazón cuando descubre que solo le quería por sus galletas.